# Sons of Society
Sons of Society —en español: Hijos de la sociedad— es el undécimo álbum de estudio de la banda estadounidense de heavy metal Riot y fue lanzado en formato de disco compacto por Toshiba EMI Japan y Metal Blade Records en 1999.

## Grabación y lanzamiento
Este material discográfico se grabó en las instalaciones de los estudios Millbrook Sounds de la localidad de Millbrook, Nueva York, Estados Unidos en el año de 1999.  La publicación de Sons of Society se realizó en el mismo año; en los continentes americano y europeo corrió por parte de Metal Blade Records, mientras que el sello Toshiba EMI Japan lo lanzó en Japón. La edición japonesa numera una canción extra llamada «Queen».

## Recepción y crítica
Como sucedió con producciones anteriores de la agrupación, Sons of Society entró en el gusto musical japonés,  alcanzando la posición 80.º del Albums Chart de Oricon.
El editor de Allmusic Steve Huey realizó una reseña a este disco,  mencionando que «Sons of Society continúa el movimiento de Riot hacia un metal más europeo, evocando en gran manera a Rainbow y Thin Lizzy, además de que el álbum fue hecho a la medida para el mercado japonés». Huey otorgó una calificación de 3 estrellas de cinco posibles.

## Lista de canciones
| Versiones americana y europea |                                        |                                                       |                             |          |  |
| N.º                           | Título                                 | Escritor(es)                                          | Traducción al español       | Duración |  |
| 1.                            | «Snake Charmer» (canción instrumental) | Frank Carrillo                                        | «Encantador de serpientes»  | 1:04     |  |
| 2.                            | «On the Wings of Life»                 | Mike DiMeo / Mark Reale                               | «Sobre las alas de la vida» | 4:36     |  |
| 3.                            | «Sons of Society»                      | DiMeo / Reale                                         | «Hijos de la sociedad»      | 4:26     |  |
| 4.                            | «Twist of Fate»                        | DiMeo / Reale / Mike Flyntz                           | «Giro del destino»          | 5:36     |  |
| 5.                            | «Bad Machine»                          | DiMeo / Reale                                         | «Máquina mala»              | 5:06     |  |
| 6.                            | «Cover Me»                             | DiMeo / Reale                                         | «Cúbreme»                   | 6:47     |  |
| 7.                            | «Dragonfire»                           | DiMeo / Reale / Flyntz                                | «Fuego de dragón»           | 3:38     |  |
| 8.                            | «The Law»                              | DiMeo / Reale                                         | «La ley»                    | 3:46     |  |
| 9.                            | «Time to Bleed»                        | DiMeo / Reale / Flyntz / Pete Pérez / Bobby Jarzombek | «Hora de sangrar»           | 4:38     |  |
| 10.                           | «Somewhere»                            | DiMeo / Pérez                                         | «En algún lugar»            | 4:16     |  |
| 11.                           | «Promises»                             | DiMeo / Flyntz                                        | «Promesas»                  | 4:34     |  |
| 48:27                         |                                        |                                                       |                             |          |  |

| Versión japonesa |                                        |                                            |                             |          |  |
| N.º              | Título                                 | Escritor(es)                               | Traducción al español       | Duración |  |
| 1.               | «Snake Charmer» (canción instrumental) | Frank Carrillo                             | «Encantador de serpientes»  | 1:04     |  |
| 2.               | «On the Wings of Life»                 | DiMeo / Reale                              | «Sobre las alas de la vida» | 4:36     |  |
| 3.               | «Sons of Society»                      | DiMeo / Reale                              | «Hijos de la sociedad»      | 4:26     |  |
| 4.               | «Twist of Fate»                        | DiMeo / Reale / Flyntz                     | «Giro del destino»          | 5:36     |  |
| 5.               | «Bad Machine»                          | DiMeo / Reale                              | «Máquina mala»              | 5:06     |  |
| 6.               | «Cover Me»                             | DiMeo / Reale                              | «Cúbreme»                   | 6:47     |  |
| 7.               | «Dragonfire»                           | DiMeo / Reale / Flyntz                     | «Fuego de dragón»           | 3:38     |  |
| 8.               | «The Law»                              | DiMeo / Reale                              | «La ley»                    | 3:46     |  |
| 9.               | «Time to Bleed»                        | DiMeo / Reale / Flyntz / Pérez / Jarzombek | «Hora de sangrar»           | 4:38     |  |
| 10.              | «Queen»                                | DiMeo / Reale                              | «Reina»                     | 4:28     |  |
| 11.              | «Somewhere»                            | DiMeo / Pérez                              | «En algún lugar»            | 4:16     |  |
| 12.              | «Promises»                             | DiMeo / Flyntz                             | «Promesas»                  | 4:34     |  |
| 52:56            |                                        |                                            |                             |          |  |

## Créditos

### Riot
- Mike DiMeo — voz principal, órgano Hammond, teclados y coros.
- Mark Reale — guitarra acústica, guitarra eléctrica, teclados, arreglos de cuerda (en el tema «Cover Me») y coros.
- Mike Flyntz — guitarra eléctrica.
- Pete Pérez — bajo.
- Bobby Jarzombek — batería.

### Músicos adicionales
- Tony Harnell — coros.
- Burt Carey — coros.
- Frank Carrillo — sitar y tambouras (en el tema «Snake Charmer»).

### Personal de producción
- Mark Reale — productor y fotografía.
- Paul Orofino — productor, ingeniero de sonido y mezcla.
- Jeff Allen — productor ejecutivo.
- Jack Bart — productor ejecutivo.
- Chris Cubeta — ingeniero de sonido.
- George Marino — masterización.
- Eric Philippe — ilustraciónes.
- Vinny Cimino — diseño gráfico.
- Verónica Hudak — fotografía.
- Eddie Malluk — fotografía.

## Posicionamiento
| Año  | País  | Lista               | Posición máxima |
| ---- | ----- | ------------------- | --------------- |
| 1999 | Japón | Oricon Albums Chart | 80.º            |